# Jon Lucien
Jon Lucien (8 de janeiro de 1942 – 18 de agosto de 2007) foi um cantor e compositor, nascido na ilha de Tortola, a principal ilha das Ilhas Virgens Britânicas. Nascido Lucien Harrigan, ele cresceu em Saint Thomas, nas Ilhas Virgens Americanas, junto com seu pai, também músico. Ele também se tornou conhecido pela versão de "Dindi", de Tom Jobim.  No Brasil, em 1983, fez enorme sucesso como autor da melodia da música "Brincar de Viver", com letra de Guilherme Arantes e na voz de Maria Bethânia.

## Biografia
Em meados da década de 1960, mudou-se para Nova York, cidade onde iniciou sua carreira musical. Uma de suas primeiras influências foi Nat King Cole. Em 1973, seu maior sucesso foi a canção "Rashida", faixa-título de um álbum lançado em 1973, com o qual vencera dois prêmios Grammy.
Para o acompanhamento, Lucien colaborou com o veterano produtor Dave Grusin, relativa à libertação Mind's Eye, em 1974. Este álbum continha as canções "Listen Love" e "World of Joy". No ano seguinte, Jon mudou-se para a gravadora CBS para a sua libertação quarto álbum, Song For My Lady, seguido em 1976 pela Premonition, do mesmo selo. Apenas um lançamento durou nos anos entre meados da década de 1970 e 1990, o álbum Romantico, gravado em 1982 para o selo Precision. Em 1983, teve um compacto lançado apenas no Brasil,  “Come With Me to Rio” produzido por Lincoln Olivetti.
Depois de uma longa ausência, Lucien retornou em 1991 com Listen Love, uma coleção que era muito parecida com a que tinha feito em seu auge na década de 1970. Versões posteriores incluíram Mother Nature's Son (1993) e Precioso (1999). 
Sua filha Dalila Lucien morreu aos 17 anos, num acidente aéreo, quando o Boeing 747 transportando 230 passageiros com destino a Paris, França, caiu no Oceano Atlântico ao largo da costa de Long Island, Nova York, pouco depois de decolar do Aeroporto JFK, em 17 de julho de 1996. Naquele mês, Jon Lucien entrou em estúdio e começou a gravar Endless Is Love. Procurando consolo no estúdio, ele refletiu: "Minha filha não me quer infeliz. Eu olhei pra ela e nós nos comunicamos. Fazemos música. A música é uma força especial". 
A melhor coletânea de seu trabalho anterior foi lançado em 2001. 
Jon Lucien morreu aos 65 anos, em Orlando, Flórida, no dia 18 de agosto de 2007 de insuficiência respiratória e outras complicações após uma cirurgia.

## Discografia
- I Am Now (RCA 1970)
- Rashida (RCA 1973)
- Mind's Eye (RCA 1974)
- Song For My Lady (CBS 1975)
- Premonition (CBS 1976)
- Romantico (Precision 1982)
- Listen Love (Mercury 1991)
- Mother Nature's Son (PolyGram 1993)
- Endless Is Love (Shanachie 1997)
- By Request (Shanachie 1999)
- Precious Is Love (Love Arts 1999)
- The Best Of (Camden Deluxe 2001)

Os seguintes títulos foram lançados pelo selo próprio de Jon Lucien, Sugar Apple Música: 
- Lucien Romantico
- Man From Paradise
- Live In NYC
- A Time For Love A Time For Love

## Citação
"A Gravadora (RCA) tentou divulgar minha imagem como uma espécie de “black Sinatra". Uma vez que as mulheres brancas começaram a desmaiar em minhas performances, suas atitudes mudaram rapidamente. "